# Jean Marchat
Jean Marchat (8 de junio de 1902 - 2 de octubre de 1966) fue un actor teatral y cinematográfico de nacionalidad francesa. 
Nacido en Grigny, fue miembro de la Comédie-Française. Falleció en Neuilly-sur-Seine y fue enterrado en el Cementerio de Montfort-l'Amaury. 

## Filmografía

### Cine
- 1930 : Le Poignard malais, de Roger Goupillières
- 1931 : Partir, de Maurice Tourneur
- 1931 : Échec et mat, de Roger Goupillières
- 1932 : Au nom de la loi, de Maurice Tourneur
- 1932 : Le Cas du docteur Brenner, de Jean Daumery
- 1932 : Chair ardente, de René Plaissetty
- 1934 : La Marche nuptiale, de Mario Bonnard
- 1935 : Marie des angoisses, de Michel Bernheim
- 1939 : Remorques, de Jean Grémillon
- 1941 : Le pavillon brûle, de Jacques de Baroncelli
- 1941 : Croisières sidérales, de André Zwobada
- 1942 : Mermoz, de Louis Cuny
- 1942 : Pontcarral, colonel d'empire, de Jean Delannoy
- 1942 : L'Appel du bled, de Maurice Gleize
- 1943 : Les Dames du bois de Boulogne, de Robert Bresson
- 1943 : Le Bossu, de Jean Delannoy
- 1943 : Les Caves du Majestic, de Richard Pottier
- 1945 : Mensonges, de Jean Stelli
- 1946 : Le Château de la dernière chance, de Jean-Paul Paulin
- 1946 : Le Mystérieux Monsieur Sylvain, de Jean Stelli
- 1948 : Trois garçons, une fille, de Maurice Labro
- 1948 : Le Mystère Barton, de Charles Spaak
- 1949 : La Souricière, de Henri Calef
- 1949 : Véronique, de Robert Vernay
- 1950 : L'Aiguille rouge, de Emil-Edwin Reinert
- 1950 : Ombre et lumière, de Henri Calef
- 1950 : La Passante, de Henri Calef
- 1951 : Ils étaient cinq, de Jack Pinoteau
- 1951 : Les Quatre Sergents de Fort-Carré, de André Hugon
- 1951 : Au fil des ondes, de Pierre Gautherin
- 1952 : La Jeune Folle, de Yves Allégret
- 1953 : L'ennemi public numéro un, de Henri Verneuil
- 1953 : Zoé, de Charles Brabant
- 1954 : Napoléon, de Sacha Guitry
- 1955 : Cherchez la femme, de Raoul André
- 1955 : La Rue des bouches peintes, de Robert Vernay
- 1955 : Les Indiscrètes, de Raoul André
- 1955 : Les Nuits de Montmartre, de Pierre Franchi
- 1955 : Mademoiselle de Paris, de Walter Kapps
- 1959 : L'Ambitieuse, de 'Yves Allégret
- 1960 : El paso del Rhin (Le passage du Rhin), de André Cayatte
- 1961 : Le Miracle des loups, de André Hunebelle
- 1962 : Climats, de Stellio Lorenzi
- 1963 : À couteaux tirés, de Charles Gérard

### Televisión
- 1962 : Les Trois Chapeaux claques, telefilm de Jean-Pierre Marchand
- 1962 : Les Cinq dernières minutes, de Pierre Nivollet, episodio Un mort à la une
- 1966 : Au théâtre ce soir: Trois garçons, une fille, de Roger Ferdinand, escenografía de Jean Marchat, dirección de Pierre Sabbagh, Teatro Marigny

## Teatro

### Como actor
- 1928 : Les Noces d'argent, de Paul Géraldy, Comédie-Française

- 1930 : Les Trois Henry, de André Lang, escenografía de Émile Fabre, Comédie-Française
- 1930 : Moi, de Eugène Labiche y Édouard Martin, escenografía de Charles Granval, Comédie-Française
- 1936 : La Folle du ciel, de Henri-René Lenormand, escenografía de Georges Pitoëff, Teatro des Mathurins
- 1937 : Julio César, de William Shakespeare, escenografía de Charles Dullin, Teatro de l'Atelier
- 1937 : Philoctète, de André Gide
- 1942 : Dieu est innocent, de Lucien Fabre, escenografía de Marcel Herrand, Teatro des Mathurins
- 1942 : Mademoiselle de Panama, de Marcel Achard, escenografía de Marcel Herrand, Teatro des Mathurins
- 1944 : Le Voyage de Thésée, de Georges Neveux, Teatro des Mathurins
- 1945 : Tartufo, de Molière, escenografía de Marcel Herrand, Teatro des Mathurins
- 1945 : Au petit bonheur, de Marc-Gilbert Sauvajon, escenografía de Fred Pasquali, Teatro Gramont
- 1946 : Primavera, de Claude Spaak, escenografía de Marcel Herrand, Teatro des Mathurins
- 1947 : Je vivrai un grand amour, de Steve Passeur, Teatro des Mathurins
- 1949 : Héloïse et Abélard, de Roger Vaillant, escenografía de Jean Marchat, Teatro des Mathurins

- 1950 : Oncle Harry, de Thomas Job, adaptación de Marcel Dubois, Jacques Feyder, escenografía de Jean Marchat, Teatro royal du Parc
- 1951 : Oncle Harry, de Thomas Job, adaptación de Marcel Dubois, Jacques Feyder, escenografía de Jean Marchat, Teatro Antoine
- 1953 : Seis personajes en busca de autor, de Luigi Pirandello, escenografía de Julien Bertheau, Comédie-Française
- 1954 : Saül, de André Gide, escenografía de Georges Douking, Comédie de Provence
- 1955: Est-il bon ? Est-il méchant ?, de Denis Diderot, escenografía de Henri Rollan, Comédie-Française
- 1957 : Polydora, de André Gillois, escenografía del autor, Comédie-Française
- 1958 : Le Maître de Santiago, de Henry de Montherlant, escenografía de Henri Rollan, Comédie-Française
- 1958 : Polyeucte, de Pierre Corneille, escenografía de Jean Serge, Festival Pierre Corneille en Barentin
- 1959 : Horacio, de Pierre Corneille, escenografía de Jean Serge, Festival Pierre Corneille en Barentin
- 1959 : No habrá guerra de Troya, de Jean Giraudoux, escenografía de Jean Marchat, Festival de Bellac

- 1960 : Polyeucte, de Pierre Corneille, escenografía de Jean Marchat, Comédie-Française
- 1961 : Monsieur Le Trouhadec saisi par la débauche, de Jules Romains, escenografía de Jean Huberty, Festival de Bellac
- 1961 : Tío Vania, de Antón Chéjov, escenografía de Jacques Mauclair, Comédie-Française
- 1963 : La Mort de Pompée, de Pierre Corneille, escenografía de Jean Marchat, Comédie-Française
- 1963 : La Foire aux sentiments, de Roger Ferdinand, escenografía de Raymond Gérôme, Comédie-Française
- 1963 : La Torre de Nesle, de Alejandro Dumas, escenografía de Henri Lazarini
- 1964 : Le Carrosse du Saint-Sacrement, de Prosper Mérimée, escenografía de Jean Marchat, Comédie-Française
- 1965 : Polyeucte, de Pierre Corneille, escenografía de Jean Marchat, Comédie-Française
- 1965 : Port-Royal, de Henry de Montherlant, escenografía de Jean Marchat, Festival d'Angers
- 1966 : Le Jeu de l'amour et de la mort, de Romain Rolland, escenografía de Jean Marchat, Comédie-Française
- 1966 : Fedra, de Jean Racine, Teatro de la Nature San Juan de Luz
- 1966 : No habrá guerra de Troya, de Jean Giraudoux, escenografía de Jean Darnel, Teatro de la Nature San Juan de Luz

### Como director
- 1944 : Tess d'Uberville, de Roger-Ferdinand a partir de Thomas Hardy, Teatro Antoine
- 1947 : El misántropo, de Molière, Teatro des Mathurins
- 1948 : N’empêchez pas la musique, de Fabien Reignier, Teatro des Mathurins
- 1949 : Haute Surveillance, de Jean Genet, Teatro des Mathurins
- 1949 : Amal et la lettre du Roi, de Rabindranath Tagore, Teatro des Mathurins
- 1949 : Le Retour de l'enfant prodigue, de André Gide, Teatro des Mathurins
- 1949 : Británico, de Jean Racine, Teatro des Mathurins
- 1949 : Héloïse et Abélard, de Roger Vaillant, Teatro des Mathurins
- 1950 : Oncle Harry, de Thomas Job, adaptación de Marcel Dubois, Jacques Feyder, Teatro royal du Parc, Teatro Antoine
- 1953 : Mitrídates, de Jean Racine, Festival d'Angers
- 1954 : Si vous aimez ceux qui vous aiment, de Claude Baldy, Teatro des Mathurins
- 1954 : Le Maître et la servante, de Henri Lefebvre, Teatro des Mathurins
- 1955 : Jeanne d'Arc, de Charles Péguy, Comédie-Française en el Teatro de l'Odéon
- 1957 : Bayaceto, de Jean Racine, Comédie-Française
- 1959 : No habrá guerra de Troya, de Jean Giraudoux, Festival de Bellac
- 1960 : Polyeucte, de Pierre Corneille, Comédie-Française
- 1961-1963 : Le Maître de Santiago, de Henry de Montherlant, Festival des nuits de Bourgogne Dijon, Château de Le Plessis-Macé
- 1964 : Le Carrosse du Saint-Sacrement, de Prosper Mérimée, Comédie-Française
- 1965 : Port-Royal, de Henry de Montherlant, Festival d'Angers
- 1966 : Le Jeu de l'amour et de la mort, de Romain Rolland, Comédie-Française